# گناه من
گناه من فیلمی به کارگردانی مهرشاد کارخانی، نویسندگی مهرشاد کارخانی و سعید دولت‌خانی و تهیه‌کنندگی غلامرضا گمرکی محصول سال ۱۳۸۵ است.

## دربارهٔ فیلم
این فیلم با استفاده از شیوه شخصیت‌پردازی، با روایتی تازه، به زندگی چند جوانان پرداخته‌است. این فیلم، نخستین اثر سینمایی کارخانی است و دو سال پس از ساخت، اجازه اکران در سینماهای ایران را به دست آورد.

## جشنواره‌ها
فیلم گناه من در بیست و پنجمین جشنواره فیلم فجر (۱۳۸۵) و یازدهمین دوره جشن خانه سینما (۱۳۸۶) حضور داشته‌است.